# Rubus decurrentispinus
Rubus decurrentispinus es una especie de planta del género Rubus, perteneciente a la familia Rosaceae.

## Taxonomía
Rubus decurrentispinus fue descrita por H. E. Weber en 1981.

## Distribución
Se encuentra en el territorio norte y este de Europa central.